# Matrox Mシリーズ
MシリーズとはMatroxが2008年に発表したビデオカードである。

## 概要
Matrox Millenniumシリーズの後継製品であり、産業利用を主なターゲットとしている。対応OSはWindows XP/Windows Vista/Windows 7/Windows Server 2003/Windows Server 2008。後にWindows 10/Windows Server 2012正式対応のデバイスドライバが公開された。PCとの接続インターフェイスはPCI Express、対応APIはDirectX 9.0c (SM3.0相当、Vertex ShaderはParheliaのテッセレーターは搭載せずVTF対応に、Pixel Shaderは浮動小数点バッファ対応によりHDRレンダリング対応) およびOpenGL 2.0。VistaのWindows Aero (WDDMモード) もサポートする。初代製品はビデオメモリ512MBを搭載し、標準ではDual Head仕様となるカードの一部もオプションでQuad Display対応が可能であった。
もともとMatroxはAMD Radeon (ATI Radeon) やNVIDIA GeForceとの性能競争に敗れ、コンシューマ市場から産業利用にシフトしていった経緯があり、本製品も上記のごとく2008年現在のコンシューマ市場で標準的なPCの仕様に合わせた製品でありながら、特にコンシューマ（ゲーム）用途で重視される3D性能はRadeonやGeForceとは比較にならないほど性能が低く、Windows VistaやWindows 7など同時代のWindowsを使う際に支障にならない程度の性能に留まっている。
一方で、M9188では世界で初めてシングルスロットで8画面（2枚挿しで16画面）出力に対応するなど、産業用途で重視されるデジタルマルチディスプレイ環境構築に強みを持つ。
2014年に「Cシリーズ」、2020年には「Dシリーズ」が後継製品として発売されたが、Mシリーズは自社製GPUを採用した最後のモデルとして高い安定性・耐久性を誇り、発売から10年以上たった今でも長期安定供給がされているため、部品の仕様変更や終息によってシステムを変更することが難しい産業用のシステムに多数導入されている。

## 一覧

### Mシリーズ
当初はM9120,M9125,M9140の5製品でスタートし、2009年にDisplayPortに対応しビデオメモリ1GBを搭載したM9138とM9148の2製品がラインナップに加わった。なおコアチップについての名称や機能をはじめとする詳細な公式情報は現在までのところWEB上ではリリースされていない。
M9120 PCIe x16
PCIe x16に対応。デジタルWUXGAの2画面に対応する。ビデオメモリ容量は512MB。
M9125 PCIe x16
Dual-link DVI対応のDVI-I×2を装備。最大2,560×1,600ドット(WQXGA)のデジタル2画面に出力できる。PCIe x16に対応。ビデオメモリ容量は512MB。
M9120 Plus LP PCIe x16
LowProfileに対応し、ブラケットにLFH-60コネクタを装備。付属の変換ケーブルでDVI-I×2の出力ができる。デジタルの最大解像度はWUXGA。また、別売のケーブルでアナログ4画面の出力も可能。PCIe x16に対応。ビデオメモリ容量は512MB。
M9120 Plus LP PCIe x1
M9120 Plus LP PCIe x16同仕様/同価格で接続インターフェイスをPCIe x1に対応したもの。ビデオメモリ容量は512MB。
M9128 LP PCIe x16
2009年11月10日発表。LowProfile対応し、DisplayPort×2を装備。ビデオメモリは1GB。
M9138 LP PCIe x16
LowProfileに対応し、ブラケット部にMini DisplayPortコネクタを装備。付属のMini DisplayPort→DisplayPort変換ケーブルとDisplayPort→DVI-I変換ケーブルとで、デジタル3画面を構築できる。DisplayPortの最大解像度は1画面当たり2,560×1,600ドット(WQXGA)、DVI-Iの最大解像度は1画面当たり1,920×1,200ドット(WUXGA)。PCIe x16に対応。ビデオメモリ容量は1GB。 (廉価版のEX版ではDisplayPort→DVI-I変換ケーブル省略)
M9140 LP PCIe x16
LowProfileに対応し、ブラケット部にKX-20コネクタを装備。付属のKX-20→DVI-I×4変換ケーブルで、デジタル4画面を構築できる。デジタルの最大解像度は1画面当たり1,920×1,200ドット(WUXGA)。PCIe x16に対応。ビデオメモリ容量は512MB。
M9148 LP PCIe x16
LowProfileに対応し、ブラケット部にMini DisplayPortコネクタを装備。付属のMini DisplayPort→DisplayPort変換ケーブルとDisplayPort→DVI-I変換ケーブルとで、デジタル4画面を構築できる。DisplayPortの最大解像度は1画面当たり2,560×1,600ドット(WQXGA)、DVI-Iの最大解像度は1画面当たり1,920×1,200ドット(WUXGA)。PCIe x16に対応。ビデオメモリ容量は1GB。
M9188 PCIe x16
2009年11月10日発表。ブラケット部に8つのMini DisplayPortを装備。シングルスロットで最大8画面出力、2枚挿しによる最大16画面出力も可能。サポートする最大解像度はDisplayPortが2,560×1,600ドット、DVIでは1,920×1,200ドット。ビデオメモリは2GB。接続インターフェイスはPCI Express x16。Mシリーズ中唯一、冷却ファンを搭載している。